# Черевко, Андрей Валерьевич
Андре́й Вале́рьевич Черевко (укр. Андрій Валерійович Черевко; род. 30 июля 1985, Миргород, Полтавская область) — украинский футболист, защитник.

## Биография
Воспитанник УФК (Днепропетровск), также в ДЮФЛ выступал за «Кривбасс». Весной 2003 года находился на просмотре в одесском «Черноморце-2». Летом 2003 года перешёл в российский «Сатурн». В команде провёл 2 года и сыграл 50 матчей и забил 2 гола за дубль. Черевко также привлекался к тренировкам с основной «Сатурна». В сентябре 2005 года он покинул «Сатурн». В апреле 2006 года перешёл в армянский «Бананц». В феврале 2007 года побывал на просмотре в криворожском «Кривбассе». Летом 2008 года выступал за команду по пляжному футболу «Выбор» (Днепропетровск).
В декабре 2009 года перешёл в армянский «Импульс» из города Дилижан. Первый официальный матч в составе «Импульса» провёл 23 марта 2010 года в Кубке Армении против «Пюника», в котором команда проиграла с минимальным счётом — 0:1. В середине мая покинул «Импульс» и возвратился на родину по семейным обстоятельствам.

## Достижения
- Обладатель Кубка Армении: 2007
- Финалист Кубка Армении: 2008